# Reuss (rivier)
De Reuss is een rivier in Zwitserland.
De Reuss is 158 km lang en heeft een stroomgebied van 3425 km². Daarmee komt ze als rivier in Zwitserland na de Rijn, Aare en Rhône.
Ze heeft een beginbron bij de Gotthardpas en een bij de Furkapas. De Gotthardreuss (9,1 km lang) en Furkareuss (19 km lang) komen samen in het dal van Urseren en vormen vanaf daar de Reussrivier die dan naar het oosten stroomt.
Bij Andermatt buigt de rivier naar het noorden en doorstroomt de Schöllenenschlucht. Deze kloof met zijn steile, honderden meters hoge granietwanden was in de middeleeuwen dé grote hindernis om de Gotthardpas te openen. Dit werd overwonnen met moeilijke bouwwerken zoals Urnerloch en de Teufelsbrücke (duivelsbrug). In de Schöllenen bevindt zich ook een monument voor de Russische generaal Soevorov, dat herinnert aan zijn Alpenpassage van 24 september 1799 voor de veldtocht in Noord-Italië van Rusland en Oostenrijk tegen de Fransen in de Tweede Coalitieoorlog.
Bij Göschenen komen de spoorrails en de snelweg uit de Gotthardtunnel. Tot Erstfeld volgen nog meer kloven. Daarna stroomt de Reuss door de brede vlakte van het Reussdal in Uri, en mondt bij Flüelen in het Vierwoudstrekenmeer (Meer van Luzern) uit.
In Luzern verlaat de rivier het Vierwoudstrekenmeer en stroomt als brede rivier met veel bochten in noordelijke richting door het Reussdal langs oude plaatsen, zoals Bremgarten en Mellingen, totdat ze onder Windisch bij de waterburcht in de Aare uitmondt.
- Gemeinsame Normdatei: 4049494-9
- Historisch woordenboek van Zwitserland: 008771
- Virtual International Authority File: 3990147270418435700003